# アブレスト
アブレスト (abreast) とは本来、英語で「並び」の意味であるが、特に航空・軍事の用語で2つの意味を持つ。

## 軍事用語

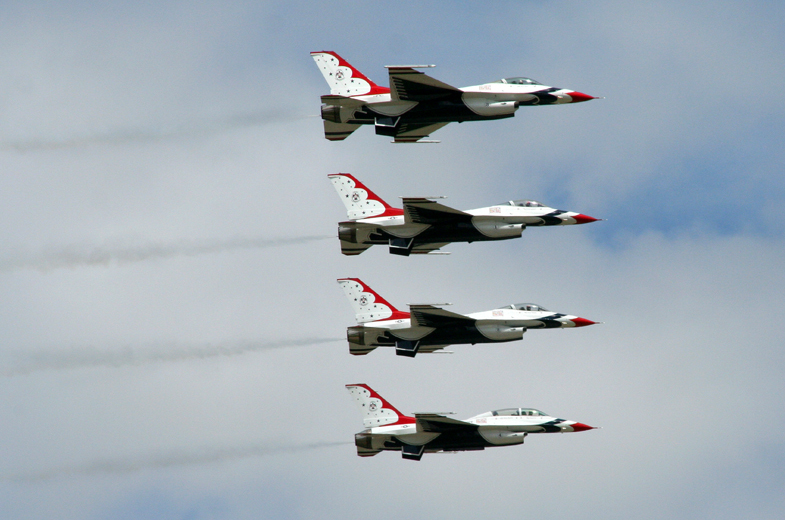
サンダーバーズの曲技飛行

軍事用語としての場合は、2機以上の航空機が「横一線に並んで」編隊飛行することを指す。

## 民間用語
民間航空用語としての場合は、客席を横に並べたときの配置（1行あたりの列数）を指す。たとえばボーイング747のエコノミークラスでは「ABC-DEFG-HJK」という具合に表記し、「3-4-3の10アブレスト」のように使うが、同じ航空機でも航空会社や路線によって配置が大きく変わることもある。
また、列車やバスの座席配列を示す時にも使われることもある。

### アブレストの例

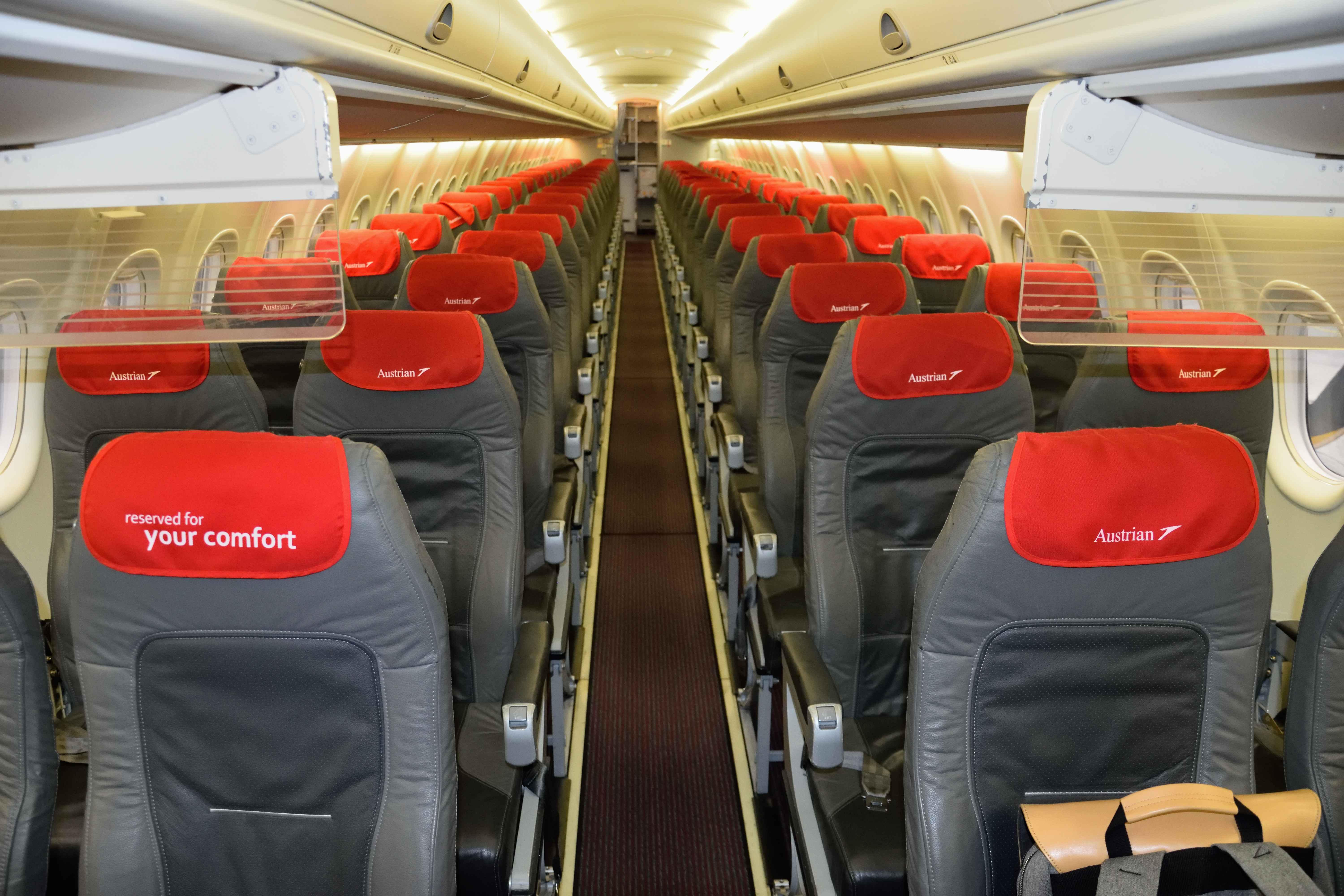
2-2の航空機

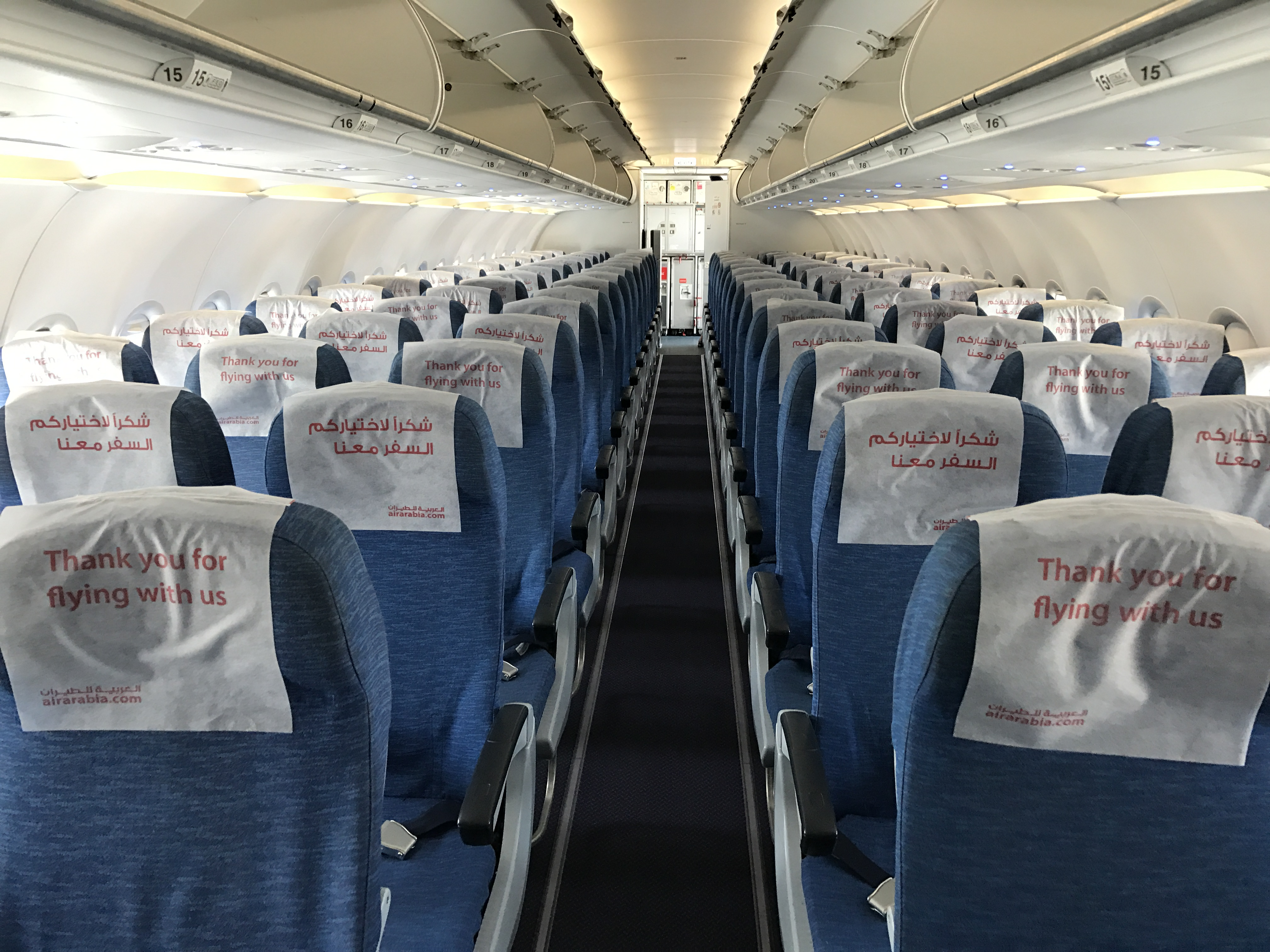
3-3の航空機

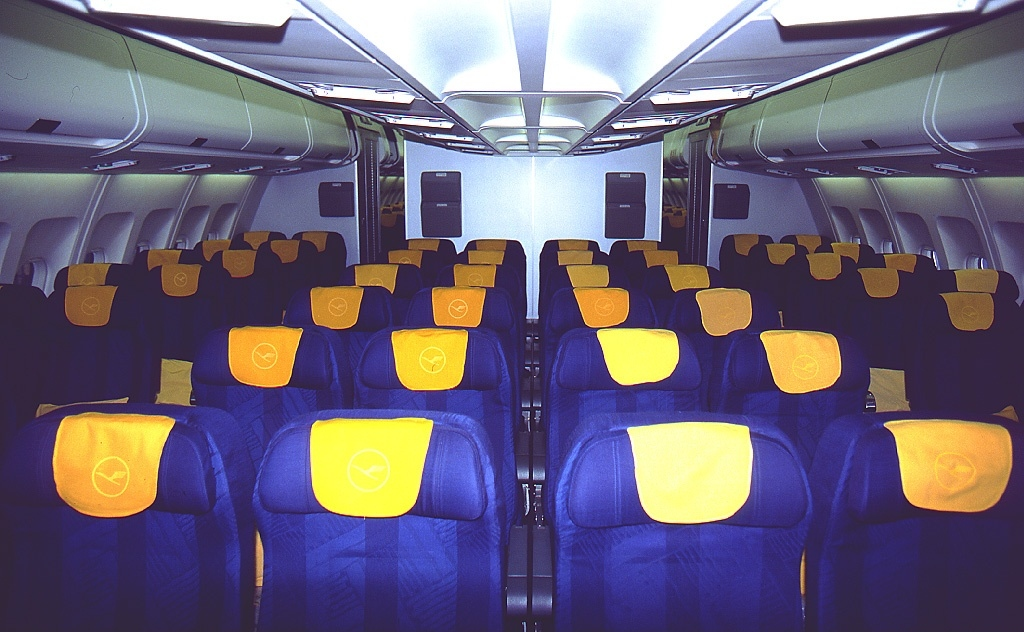
2-4-2の航空機

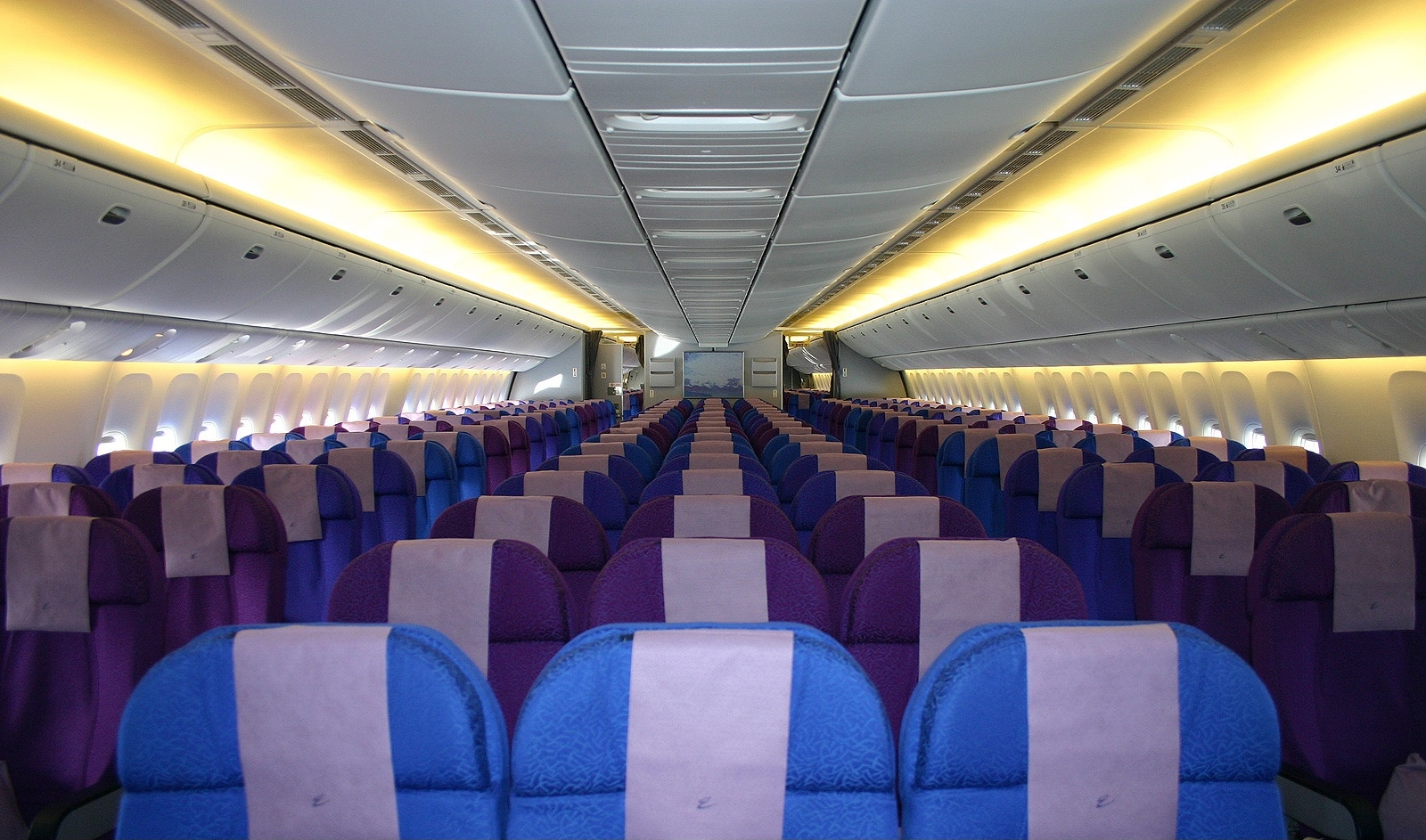
3-3-3の航空機

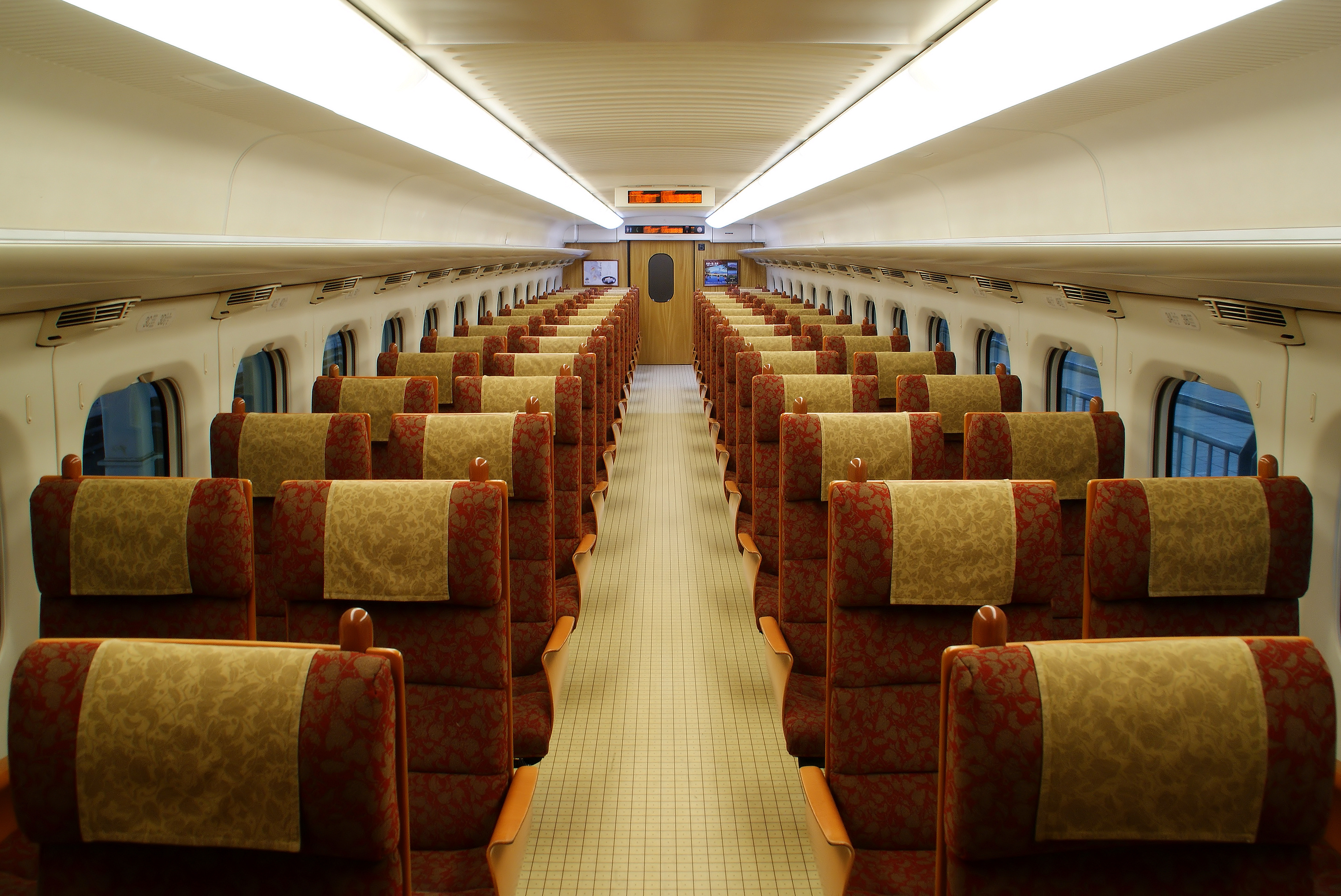
2-2の新幹線

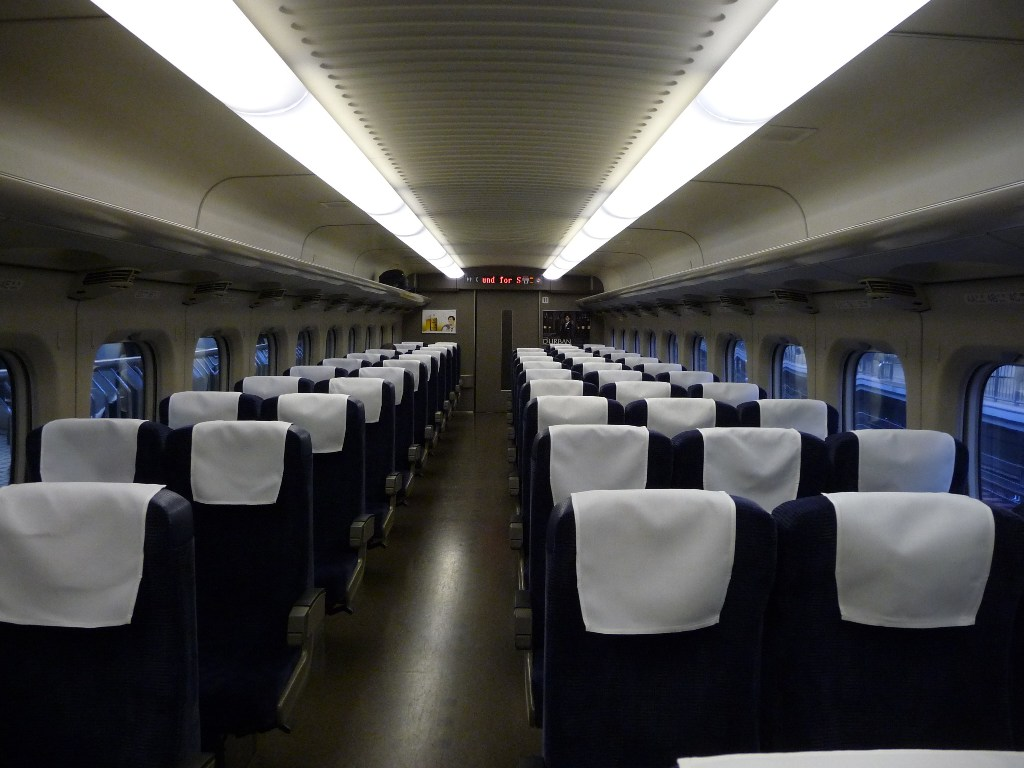
3-2の新幹線

ナローボディ機の場合
- 1-1の2アブレスト
軽飛行機やビジネスジェットで採用されている。
- 1-2の3アブレスト
2、3アブレストは軽飛行機やBN-2・DHC-6などの小型機で採用されている。
- 2-2の4アブレスト
旅客数が50から100名程度のリージョナルジェットで採用されている。マクドネル・ダグラスMD-80・マクドネル・ダグラスMD-90・ボーイング737・エアバスA320のビジネスクラスでも採用することがある。
- 2-3の5アブレスト
マクドネル・ダグラスDC-9および後継機であるMD-80/MD-90・ボーイング717や、エアバスA220で採用されている。
- 3-3の6アブレスト
ボーイング737・エアバスA320のエコノミークラスで多く採用されている。また、ボーイング747の2階席でも採用されている。

ワイドボディ機の場合
通路が2本となる。
- 2-1-2の5アブレスト
主にボーイング767のファーストクラスで多く採用されている。
- 2-2-2の6アブレスト
ボーイング777、エアバスA330、エアバスA340のファーストクラス、ボーイング767のビジネスクラスでも採用されている。
- 2-3-2の7アブレスト
ボーイング767のエコノミークラスで多く採用されている。
- 2-4-2の8アブレスト
エアバスA300-600R、エアバスA330、エアバスA340、のエコノミークラスで多く採用されている。エアバスA380の2階席でも採用されている。チャーター便向けの高密度配置ではボーイング767のエコノミークラスでも採用されている。
- 2-5-2の9アブレスト
ボーイング777-200のエコノミークラスでも採用されている。
- 3-3-3の9アブレスト
ボーイング777-200、ボーイング787、エアバスA350 XWBのエコノミークラスでも採用されている。
- 3-4-3の10アブレスト
ボーイング747/777・エアバスA380など大型旅客機のエコノミークラスで採用されている。

新幹線の場合
- 2-1の3アブレスト
新幹線のグランクラス、旅客機におけるファーストクラスに相当する
- 2-2の4アブレスト
新幹線のグリーン車、超電導リニアのL0系、ミニ新幹線、新幹線800系電車、新幹線N700系九州新幹線向け車両普通車
- 3-2の5アブレスト
新幹線の普通車
- 3-3の6アブレスト
新幹線E4系電車の普通車の一部